# Susan Leeman
Susan E. Leeman (9 de mayo de 1930) es una endocrinóloga estadounidense considerada una de las fundadoras de la neuroendocrinología.

## Biografía
Susan Leeman nació Susan Epstein en Chicago en 1930. Su madre nació en los Estados Unidos y su padre había emigrado de Rusia a la ciudad de Nueva York. Su padre era un metalúrgico académico y su madre asistió a la universidad en la Universidad George Washington en un momento en que pocas otras mujeres lo hicieron. Cuando Leeman tenía seis semanas de edad, ella y su familia se mudaron a Columbus, Ohio, antes de mudarse a Belén, Pennsylvania, cuando ella tenía seis años.
Leeman recibió su licenciatura de Goucher College en 1951 y su posgrado y doctorado en Radcliffe College en 1954 y 1958, respectivamente.

## Trayectoria profesional
Leeman comenzó su carrera en la Universidad de Harvard en 1958, pero se mudó a la Universidad de Brandeis al año siguiente, donde permaneció durante los siguientes 12 años. En 1972, como no pudo optar a una plaza, Leeman regresó a Harvard como profesor asistente hasta 1980. Luego dejó la escuela de medicina cuando se dio cuenta de que tampoco le ofrecerían un cargo permanente allí, obteniendo una cátedra de fisiología en la Facultad de Medicina de la Universidad de Massachusetts. En 1992, Leeman dejó Massachusetts para ayudar a iniciar el departamento de farmacología de la Universidad de Boston. 
En 1974, Leeman descubrió la estructura de la sustancia P, un péptido cuyo descubrimiento le valió a Ulf von Euler el Premio Nobel en 1970. También descubrió otro péptido, la neurotensina.
Como resultado de su trabajo, Leeman es considerada uno de los fundadores del campo de la neuroendocrinología.

## Premios
Leeman se convirtió en la primera mujer elegida para la Academia Nacional de Ciencias en fisiología y farmacología en 1991. Fue elegida para la Academia Americana de Artes y Ciencias en 1987. En 1993 ganó el Premio FASEB a la Excelencia en Ciencia (FASEB Excellence in Science Award) y en 2005 ganó el Committee on Women in Neuroscience's Mika Salpeter Lifetime Achievement Award (el Premio Mika Salpeter Lifetime Achievement del Comité de Mujeres en Neurociencia).